# Golf a 2015. évi nyári universiadén
A 2015. évi nyári universiadén a golfban összesen 4 versenyszámot rendeztek. A golf versenyszámait június 8. és 11. között tartották.

## Éremtáblázat
| #        | Ország                    | Arany | Ezüst | Bronz | Összesen |
| 1.       | Japán                     | 2     | 2     | 0     | 4        |
| 2.       | Dél-Korea                 | 2     | 0     | 1     | 3        |
|          |                           |       |       |       |          |
| 3.       | Franciaország             | 0     | 2     | 0     | 2        |
|          |                           |       |       |       |          |
| 4.       | Thaiföld                  | 0     | 0     | 2     | 2        |
| 5.       | Amerikai Egyesült Államok | 0     | 0     | 1     | 1        |
| Összesen | Összesen                  | 4     | 4     | 4     | 12       |

## Férfi
| versenyszám | arany                                       | ezüst                                                             | bronz                                           |
| Egyéni      | Kazuki Higa (Japán)                         | Nicolas Platret (Franciaország)                                   | Natipong Srithong (Thaiföld)                    |
| Csapat      | Japán Kazuki Higa Kenta Konishi Taihei Sato | Franciaország Louis Cohen-Boyer Stanislas Gautier Nicolas Platret | Dél-Korea Jeong Yunhan Kim Hanbyeol Yun Sung Ho |

## Női
| versenyszám | arany                                       | ezüst                                      | bronz                               |
| Egyéni      | Lee Jeongeun (Dél-Korea)                    | Shina Kanazawa (Japán)                     | Sitanart Singhanart (Thaiföld)      |
| Csapat      | Dél-Korea Jeong Juwon Kim Ahin Lee Jeongeun | Japán Riko Inoue Shina Kanazawa Nene Tanno | USA Lauren Kim Hannah Kim Eimi Koga |